# Ría de Villaviciosa
La ría de Villaviciosa es un estuario natural situado en el Principado de Asturias, concretamente en el concejo de Villaviciosa. Desemboca en el mar Cantábrico, entre las playas de Rodiles y El Puntal.
Sus inmediaciones fueron declaradas reserva natural parcial en 1995 (Decreto 61/1995 y Decreto 153/2002 del Gobierno de Asturias) ocupando una superficie de 1.085 ha. Además, está catalogado como LIC (Lugar de Interés Comunitario), ZEPA (Zona de Especial Protección para Aves) y desde el  7 de enero de 2011, sitio Ramsar.
La salinidad de las aguas es relativamente alta, debido al escaso aporte de agua dulce de los arroyos que van a parar al estuario, lo que tiene repercusión en la flora y la fauna. 

## Enlaces
- Página oficial de la ría

- Datos: Q5553336
- Multimedia: Ría de Villaviciosa / Q5553336